# Kurfürstenweg
Der Kurfürstenweg, auch kleiner Heerweg genannt, war eine Altstraße von Köln nach Meinerzhagen.
Er war ein historischer Handels- und Heerweg parallel zum Heerweg Köln–Wipperfürth–Soest, der die Dürsch bei Dürscheider Hütte und die Sülz bei Hausgrund querte. Der Weg wurde unter anderem bis Mitte des 19. Jahrhunderts genutzt, um Holzkohle zur Eisenhütte Dürscheider Hütte zu transportieren. Mehrere alte Wege- bzw. Grenzsteine sind an der Dürscheider Hütte noch erhalten. Diese haben die Aufschrift CTC 1755. CTC steht für Carl Theodor Churfürst, den Herzog Karl Theodor von Jülich-Berg.

## Verlauf
Die Straße begann in Köln und verlief über Bensberg, Herkenrath, Dürscheider Hütte, Oberbörsch, Hähn, Biesfeld (Lingenstock), Ahlendung, Hausgrund, Reudenbach, Ommerborn nach Meinerzhagen.